# Selome Emnetu
Selome Emnetu, född 1981 i Stavanger, är en norsk skådespelerska.
Emnetu har bland annat medverkat i TV-serierna Fästningen, Kristianias magiska tivoliteater och Stjärnstoft.

## Filmografi
- 2020 – Stjärnstoft (TV-serie)
- 2021 – Kristianias magiska tivoliteater (TV-serie)
- 2023 – Fästningen (TV-serie)
- 2024 – Drömmar